# Phoumi Vongvichit
Phoumi Vongvichit, né le 6 avril 1909 dans la province de Xieng Khouang et mort le 7 janvier 1994 à Vientiane, est un homme politique laotien, membre du Pathet Lao puis du Parti révolutionnaire populaire lao. Il est président de la  République par intérim de 1986 à 1991.

## Biographie

### Fonctionnaire colonial
Fils d'un fonctionnaire, il poursuit ses études dans la capitale Vientiane, puis s'engage dans l'administration coloniale. Après des postes à Vientiane, Luang Prabang et Xieng Khouang, il est promu au grade de maire ("chao muang") et exerce ses fonctions à Xieng Khouang (1939) puis à Vientiane (1940-1945). En janvier 1945, il est nommé gouverneur ("chao khoueng") de la province de Houaphan, où il reste jusqu'à la reddition des forces japonaises en août suivant. Peu après, il coopère avec les forces françaises quand elles s'emparent brièvement de la capitale provinciale Sam Neua, mais ensuite il rejoint le mouvement anti-colonialiste Lao Issara du prince Phetsarath et lutte avec le Viet Minh contre le retour de la France en Indochine.

### Opposant anti-colonial
En 1946, après que les Français ont rétabli leur autorité sur le Laos, Phoumi Vongvichit s'enfuit dans le nord de la Thaïlande où il est actif au sein du Lao Issara pendant les trois années suivantes. Fin 1949, ayant refusé l'offre d'amnistie en échange de la dissolution du gouvernement Lao Issara en exil en Thaïlande, il fait partie de la poignée de Laotiens qui rejoignent le prince Souphanouvong dans le nord du Viêt Nam. Il assiste au congrès fondateur du Front de libération du Laos (Neo Lao Issara) dont il est nommé secrétaire-général, en même temps que ministre de l'intérieur et vice-Premier ministre du gouvernement du Pathet Lao créé en opposition au gouvernement royal de Vientiane. Ce gouvernement ne bénéficie d'aucune reconnaissance internationale, mais Phoumi  Vongvichit conserve formellement ces deux postes jusqu'à ce que les accords de Genève mettent fin à la Guerre d'Indochine en 1954.

### Homme politique sous la monarchie
En 1954 et 1955, Phoumi dirige les délégations du Pathet Lao durant les négociations avec le gouvernement royal au sujet de la réintégration des provinces de Phongsaly et Houaphan. En mars 1955, Phoumi est un des membres fondateurs du Parti du peuple laotien, au bureau politique duquel il est élu. En janvier 1956, il est élu au comité central du Front patriotique lao (Neo Lao Hak Xat). Cette année-là, il continue à participer aux négociations d'intégration, qui débouchent finalement sur la signature en 1957 de la série d'accords connus sous le nom d'accords de Vientiane. Ceux-ci ouvrent la voie à la formation d'un premier gouvernement de coalition, au sein duquel Phoumi Vongvichit est nommé ministre de la religion et des beaux-arts, cependant que le prince Souphanouvong est le second ministre du Pathet Lao, chargé de l'économie et du plan. À partir de cette date, Phoumi Vongvichit porte un grand intérêt à la Sangha bouddhiste, qu'il voit comme un organe de propagande contre l'américanisation de la société laotienne, ainsi que pour la propagation des valeurs culturelles lao.
Aux élections de mai 1958, remportées par la gauche, Phoumi Vongvichit est élu à l'Assemblée nationale comme député de Luang Prabang. Il perd son poste ministériel au cours de la crise politique qui s'ensuit. En juillet 1959, il est arrêté en même temps que les autres députés du Pathet Lao et emprisonné sans jugement. En mai 1960, au cours d'un épisode célèbre, il s'échappe avec Souphanouvong et d'autres prisonniers importants du Pathet Lao avec leurs gardes et rejoint à pied la zone contrôlée par son parti dans la province de Xieng Khouang.

### Membre du gouvernement
Après la bataille de Vientiane de décembre 1960 et la retraite des forces neutralistes vers la plaine des Jarres, il joue un rôle important pour organiser la collaboration entre les neutralistes et le Pathet Lao. Il dirige la délégation du Pathet Lao à la conférence de Genève sur la neutralité du Laos de 1962, avant d'être ministre de l'information, de la propagande et du tourisme dans le second gouvernement de coalition. En 1964, après une série d'assassinats politiques, il quitte Vientiane avec les autres ministres du Pathet Lao.
À cette date, le Laos avait été entraîné dans la guerre du Viêt Nam. Pendant les dix années qui suivent, Phoumi Vongvichit vit dans les grottes de Viengxay, dans la province de Houaphan, quand il ne conduit pas différentes délégations du Pathet Lao à des réunions communistes internationales. Il conserve ses postes au bureau politique du Pathet Lao et au Front patriotique lao et joue un rôle prépondérant dans les négociations menant à la formation du troisième gouvernement de coalition en 1974, dans lequel il est nommé vice-Premier ministre et ministre des affaires étrangères.

### Dirigeant du régime communiste
Après la formation de la République démocratique populaire lao (RDP Lao) en décembre 1975, Phoumi Vongvichit est nommé second vice-Premier ministre et ministre de l'éducation, du sport et des affaires religieuses. Dans la réorganisation qui suit le troisième congrès du Parti révolutionnaire populaire lao, le parti unique, en 1982, il devient membre du cabinet intérieur avec responsabilité globale pour l'éducation, l'information et la culture. Le 29 octobre 1986, quand Souphanouvong est obligé de se retirer de ses fonctions de chef de l'État pour raison de santé, Phoumi Vongvichit lui succède par intérim comme président de la République et du Front lao pour la construction nationale. Il quitte le bureau politique du Pathet Lao au cinquième congrès du parti en mars 1991, puis la présidence le 15 août suivant.